# 葛利普山脊

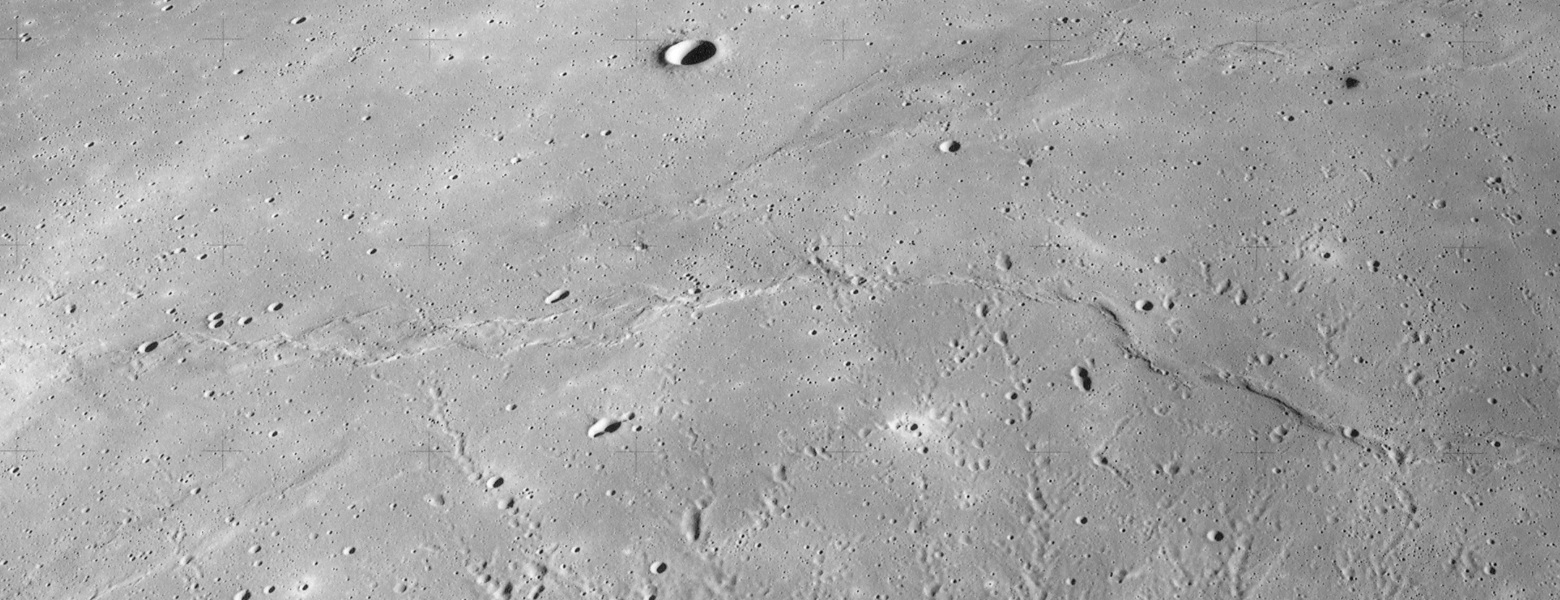
阿波罗15号拍摄的朝北斜视图，位于图中上方的小月坑是兰德施泰纳陨石坑。

葛利普山脊(̣̣Dorsum Grabau)是月球雨海中梯摩恰里斯陨石坑北面的一道皱岭，中心月面坐标为29°24′N 15°54′W / 29.4°N 15.9°W，全长121公里，其名称取自德裔美籍古生物学家及地质学家"阿马迪厄斯·威廉·葛利普"(Amadeus William Grabau，1870年1月9日-1946年3月20日)，1976年该名称被国际天文联合会正式批准接受。